# Camilla
Camilla er et pigenavn, som stammer fra latin og betyder offertjenerinde. Variationer af navnets stavning inkluderer: Kamilla, Cammilla, Kammilla, Kamila, Camila, Camille og Kamille
Typiske kælenavne for personer med navnet Camilla inkluderer: Mille og Milla.
Ifølge Danmarks Statistik bærer omkring 28.000 danskere ét af disse navne. 
Navnet har i Danmark ikke nogen officiel navnedage.

## Kendte personer med navnet
- Camilla, dronning af Storbritannien
- Camilla Andersen, dansk håndboldspiller
- Camilla Bendix, dansk skuespiller
- Camilla Christensen, dansk forfatter
- Camilla Hersom, formand for Forbrugerrådet
- Kamilla Kristensen, dansk håndboldspiller
- Camilla Läckberg, svensk forfatter
- Camilla Martin, dansk badmintonspiller
- Camilla Miehe-Renard, dansk journalist
- Camilla Ottesen, dansk tv-vært
- Camilla Plum, dansk forfatter, tv-vært og skribent
- Kamilla Bech Holten, dansk skuespiller og tv-vært
- Camilla Boraghi, dansk journalist, skuespiller og tv- og radiovært